# Santi Simone e Giuda Taddeo a Torre Angela
A Santi Simone e Giuda Taddeo a Torre Angela  egy plébániatemplom és bíborosi címtemplom az olaszországi Rómában.
Védőszentje Szent Simon és Júdás (Tádé) apostol.

## Bíborosai
Első és eddig[mikor?] egyetlen bíborosa Pietro Parolin olasz bíboros